# Valkruid
 Valkruid of wolverlei (Arnica montana) is een vaste plant, die behoort tot de composietenfamilie (Asteraceae). De plant komt van nature voor in de Alpen, Pyreneeën en in het oosten tot de Balkan en in het noorden tot Zuid-Scandinavië. De plant komt voor in het oosten van Nederland en in de Belgische Ardennen. De soort staat op de Nederlandse Rode lijst van planten als zeldzaam en zeer sterk afgenomen. In Nederland is de plant vanaf 1 januari 2017 niet meer wettelijk beschermd. De plant is wettelijk beschermd in België.
Valkruid is de waardplant van de valkruidmineermot (Digitivalva arnicella) en de valkruidboorvlieg (Tephritis arnicae).
De plant wordt 20–45 cm hoog met een niet of weinig vertakte stengel. De tegenover elkaar staande bladeren zijn 2–4 cm breed. De onderste bladeren zijn elliptisch tot omgekeerd eirond-lancetvormig en het bovenste paar bladeren is lijn-lancetvormig.
Valkruid bloeit in juni en juli met oranje-gele, geurende bloemen. De bloemhoofdjes zijn 6–8 cm breed en hebben een bolle, behaarde bloembodem. De pappus heeft een rij haren. De vrucht is een nootje.
Valkruid komt voor op droge tot vochtige, matig arme grond in heidevelden, schraalgraslanden en op brandplekken in het bos.

## Syntaxonomie
Valkruid is een kensoort voor de klasse van heischrale graslanden (Nardetea).

## Medicinale toepassingen
Alle delen van de plant zijn giftig door de aanwezigheid van helenaline en het blad kan huidirritatie opleveren, doordat het arnicine bevat. De vroegste melding van medicinaal gebruik komt van Hildegard van Bingen. In de Middeleeuwen was de plant bekend als middel voor wondbehandelingen.
Ook werd valkruid gebruikt in vele middeltjes tegen hartfalen. Johann Wolfgang von Goethe zou valkruiddruppels voor zijn hart gebruikt hebben. Onderzoek heeft uitgewezen dat de flavonoïde in valkruid de doorbloeding van de kransslagaders bevordert en zo het hart beter laat functioneren.
Omslagen met een aftreksel van valkruid kunnen gebruikt worden bij spierpijn, bloeduitstortingen en zere plekken. De concentratie mag echter niet te hoog zijn, omdat het anders de huid irriteert. Ook kan een aftreksel van de bloemen gebruikt worden. Bloemen van valkruid bevatten etherische oliën, flavonoïden en sesquiterpeenlacton van het helenalinetype.
Valkruid wordt veel gebruikt in de fytotherapie. Verder komt valkruid voor in tandpasta, haarwater en ander cosmetische producten. Valkruid wordt wel in middeltjes tegen alopecia androgenetica, een vorm van kaalheid, gebruikt.

## Bijzonder gebruik
Valkruid werd vroeger toegevoegd aan snuiftabak, omdat de gedroogde bladeren de slijmvliezen in de neus prikkelen. Ook werd valkruid samen met klein hoefblad en toortsbloemen gerookt als kruidentabak.